# Calendari femení de l'UCI
El Calendari Femení de l'UCI aplega les principals curses femenines de ciclisme de carretera organitzades sota els dominis de la Unió Ciclista Internacional. Consta d'unes 70 competicions organitzades als cinc continents. Les curses del Women's World Tour així com els campionats del món estan inclosos al calendari.

## Classificació de les curses
Les curses per etapes i les d'un dia (o clàssiques) es classifiquen en diverses categories, segons la seva importància. Existeixen els:
- Esdeveniments del World Tour (WWT) des del 2016;
- Esdeveniments de la Copa del Món (CDM) fins al 2015;
- Campionats del món (WC);
- curses de primera categoria, que es divideixen en dues categories:
  - categoria 1.1 (cursa d'un dia);
  - categoria 2.1 (cursa per etapes);
- curses de segona categoria, que es divideixen en dues categories:
  - categoria 1.2 (cursa d'un dia);
  - categoria 2.2 (cursa per etapes);
- campionats continentals (CC) i nacionals (CN).

Classificació antiga:
- categoria 1.9.2: equivalent a 1.2
- categoria 1.9.1: equivalent a 1.1

## Tipus de classificacions
Segons el tipus de cursa, s'atorguen punts per tal d'aconseguir un rànquing individual, un rànquing per equips i un rànquing per país.
- Classificació individual: es calcula mensualment sumant els punts obtinguts per cada corredor, a les curses que figuren al calendari. Paral·lelament, es descompten els punts obtinguts durant el mateix període de l'any anterior.
- Classificació per equips: es calcula sumant els punts obtinguts pels quatre pilots de cada equip millor situats en la classificació individual.
- Classificació per països: es calcula sumant els punts obtinguts pels cinc corredors millor classificats de cada país en el rànquing individual.

## Palmarès
La UCI va introduir el primer rànquing mundial femení de ciclisme de carretera l'any 1994.
| Any  | Individual           | Equips                    | Països        |
| ---- | -------------------- | ------------------------- | ------------- |
| 1999 | Hanka Kupfernagel    | Saturn Women              | Alemanya      |
| 2000 | Diana Žiliūtė        | Acca Due O-Lorena         | Itàlia        |
| 2001 | Anna Millward        | Saturn Women              | Alemanya      |
| 2002 | Susanne Ljungskog    | Saturn Women              | Alemanya      |
| 2003 | Susanne Ljungskog    | Bik-Power Plate           | Alemanya      |
| 2004 | Judith Arndt         | Nürnberger Versicherungen | Alemanya      |
| 2005 | Oenone Wood          | Nürnberger Versicherungen | Alemanya      |
| 2006 | Nicole Cooke         | Univega Pro Cycling Team  | Alemanya      |
| 2007 | Marianne Vos         | T-Mobile Women            | Alemanya      |
| 2008 | Marianne Vos         | Team Columbia Women       | Alemanya      |
| 2009 | Marianne Vos         | Cervélo TestTeam Women    | Països Baixos |
| 2010 | Marianne Vos         | Cervélo TestTeam Women    | Països Baixos |
| 2011 | Marianne Vos         | Nederland Bloeit          | Països Baixos |
| 2012 | Marianne Vos         | Stichting Rabo Women      | Països Baixos |
| 2013 | Emma Johansson       | Orica-AIS                 | Països Baixos |
| 2014 | Marianne Vos         | Rabo Liv Women            | Països Baixos |
| 2015 | Anna van der Breggen | Rabo Liv Women            | Països Baixos |
| 2016 | Megan Guarnier       | Boels Dolmans             | Països Baixos |
| 2017 | Annemiek van Vleuten | Boels Dolmans             | Països Baixos |
| 2018 | Annemiek van Vleuten | Boels Dolmans             | Països Baixos |
| 2019 | Lorena Wiebes        | Boels Dolmans             | Països Baixos |
| 2020 | Anna van der Breggen | Trek-Segafredo Women      | Països Baixos |
| 2021 | Annemiek van Vleuten | Team SD Worx              | Països Baixos |
| 2022 | Annemiek van Vleuten | Team SD Worx              | Països Baixos |
| 2023 | Demi Vollering       | Team SD Worx              | Països Baixos |
| 2024 | Lotte Kopecky        | Team SD Worx              | Països Baixos |

## Puntuació
La taula següent resumeix les noves classificacions per a les curses femenines, com es marquen punts cap a ells i com s'escalen els punts. Per obtenir informació més detallada, consulteu les resolucions oficials al final d'aquest article.
A les voltes per etapes, els punts per a les líders de la classificació general de cada etapa, es reparteixen de la següent manera:
Classificació per a curses d'un dia i etapes
| Pos.  | WWT | UCI ProSeries | Classe 1 | Classe 2 |
| ----- | --- | ------------- | -------- | -------- |
| 1     | 400 | 200           | 125      | 40       |
| 2     | 320 | 150           | 85       | 30       |
| 3     | 260 | 125           | 70       | 25       |
| 4     | 220 | 100           | 60       | 20       |
| 5     | 180 | 85            | 50       | 15       |
| 6     | 140 | 70            | 40       | 10       |
| 7     | 120 | 60            | 35       | 5        |
| 8     | 100 | 50            | 30       | 3        |
| 9     | 80  | 40            | 25       | 3        |
| 10    | 68  | 35            | 20       | 3        |
| 11    | 56  | 30            | 15       |          |
| 12    | 48  | 25            | 10       |          |
| 13    | 40  | 20            | 5        |          |
| 14    | 32  | 15            | 5        |          |
| 15    | 28  | 10            | 5        |          |
| 16-20 | 24  | 5             | 3        |          |
| 21-25 | 16  | 5             | 3        |          |
| 26-30 | 16  | 3             |          |          |
| 31-40 | 8   |               |          |          |

A les voltes per etapes, els punts per als primers llocs de cada etapa, es reparteixen de la següent manera:
| Pos. | WWT | UCI ProSeries | Classe 1 | Classe 2 |
| ---- | --- | ------------- | -------- | -------- |
| 1    | 50  | 25            | 16       | 8        |
| 2    | 40  | 20            | 12       | 5        |
| 3    | 30  | 15            | 8        | 3        |
| 4    | 25  | 12            | 6        | 1        |
| 5    | 20  | 10            | 5        |          |
| 6    | 18  | 8             | 4        |          |
| 7    | 15  | 6             | 3        |          |
| 8    | 10  | 4             | 2        |          |
| 9    | 8   |               |          |          |
| 10   | 6   |               |          |          |

A les voltes per etapes, els punts per a les líders de la classificació general de cada etapa, es reparteixen de la següent manera:
| Pos. | WWT | UCI ProSeries | Classe 1 | Classe 2 |
| ---- | --- | ------------- | -------- | -------- |
| 1    | 8   | 5             | 3        | 1        |

En finalitzar cada prova, els punts per a les líders de la classificació general de l'UCI World Tour Femení, es reparteixen de la manera següent:
| Pos. | WWT |
| ---- | --- |
| 1    | 6   |